# Mohamed Kébir Addou
Mohamed Kébir Addou est wali et consul général dans l'administration publique en Algérie.

## Études
Il est diplômé de l'École nationale d'administration (ENA).

## Fonctions
| N° | Fonction                            | Début             | Fin              |
| -- | ----------------------------------- | ----------------- | ---------------- |
| 01 | Wali de la wilaya d'Alger           | 17 août 2004      | 24 octobre 2013, |
| 02 | Consul général de l'Algérie à Paris | 21 septembre 2014 | 19 octobre 2019  |